# 番棚葵
番棚葵（ばんだな あおい、1978年10月24日  - ）は小説家・ライトノベル作家。大阪府在住。

## 来歴・人物
大阪芸術大学文芸学科卒業。集英社が主催する第4回スーパーダッシュ小説新人賞において最終選考に残った『戦え!松竹梅高等学校漫画研究部』を加筆修正し、2006年スーパーダッシュ文庫からデビューした。
また、アミューズメントメディア総合学院 の講師やゲームの制作にも携わっている。

## 主な作品リスト

### 小説

#### オリジナル
集英社スーパーダッシュ文庫
- 戦え!松竹梅高等学校漫画研究部
- プロジェクトMP
- 生徒会ばーさす!
- Dソード・オブ・レジェンド
- 神をしめなわっ!
- おねがい、勇者についてきて? はい/YES

朝日ノベルズ
- アヤカシノ交渉人

MF文庫J
- 底辺剣士は神獣と暮らす
- 私立幼なじみ学園 いちゃらぶ学科で恋愛チャレンジ!

SuperLite文庫
- 君が死ぬほど君が好き!（※電子書籍）

#### ノベライズ
角川つばさ文庫
- カードファイト!! ヴァンガード

集英社みらい文庫
- シンカリオン チェンジ ザ ワールド ノベライズ

#### TRPGリプレイ
Role&Roll RPG
- ダークブレイズリプレイブック 災い起こすテンブラー
- 神我狩 リプレイ 邪神グリード

integral
- Replay:エムブリオマシンRPG 第２シリーズ

### ゲーム
Role&Roll RPG
- 神我狩（神我狩 ストーリー&データ集 時空のオルタード）
- 神聖課金RPG ディヴァインチャージャー